# Сервий Корнелий Лентул (претор)
Вижте пояснителната страница за други личности с името Сервий Корнелий Лентул.
Сервий Корнелий Лентул (на латински: Servius Cornelius Lentulus) е политик и сенатор на Римската република.
Произлиза от клон Лентули на фамилията Корнелии. Син е на Сервий Корнелий Лентул (едил 207 пр.н.е.). Брат е на Публий Корнелий Лентул (посланик 171 пр.н.е. в Гърция).
През 172 пр.н.е./171 пр.н.е. той е член на делегацията изпратена в Гърция. През 169 пр.н.е. става претор на провинция Сицилия.